# Protubera jamaicensis
Protubera jamaicensis är en svampart som först beskrevs av William Alphonso Murrill, och fick sitt nu gällande namn av Sanford Myron Zeller 1948. Protubera jamaicensis ingår i släktet Protubera och familjen Phallogastraceae.   Inga underarter finns listade i Catalogue of Life.